# 载穆

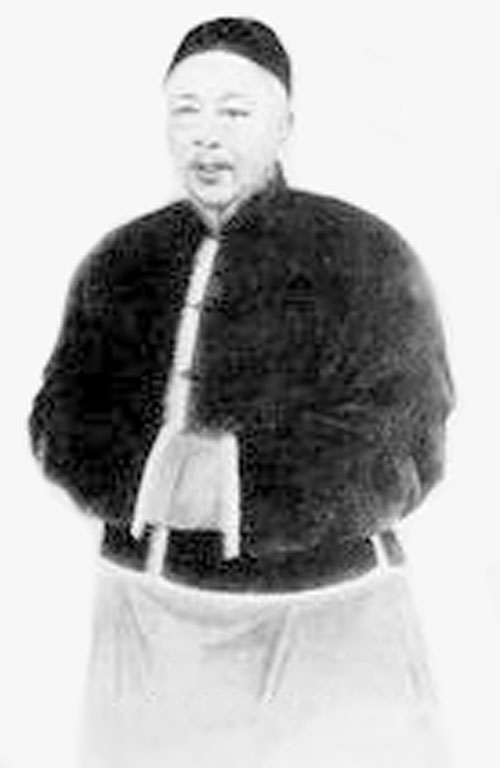
《庚子辛亥忠烈像赞》中载穆像

載穆（1850年—1911年），字敬修，滿洲鑲藍旗人，清朝宗室，武官。
载穆是恂郡王允禵五世孫。祖綿翔为鎮國將軍。父奕雲为一等侍衛，記名副都統。二十岁时，載穆除三等侍衛，累遷頭等，兼辦事章京。以忼直忤上官意，數歲不遷。光绪二十六年（1900年），庚子事变，兩宮西幸，痛哭自盡者再，遇救獲免。光绪三十二年（1906年），授太原城守尉。
宣統三年（1911年），簡京口副都统。11月5日，江苏巡抚程德全在苏州城（今江苏省苏州市）宣布江苏独立、脱离清廷。11月7日，镇江新軍起义，成立镇江军政府。8日，京口副都统载穆下令京口旗营向镇江军政府投降。8日中午，镇江城开城，李竟成率队入城，收缴旗营武器和道、府、县衙大印。次日，载穆自缢，“殉节署中”。副手恩沛自缢身亡，德霈自缢获救，“遂以忧郁致疾，逾年卒”。
载绪死后，镇江民众协助家属将他的灵柩运回山西安葬。两年后，在北固山甘露寺建载公祠，“立祠祀之”。恩沛、德霈附以载公祠内。